# PowerBook 1400
Le PowerBook 1400 est un ordinateur portable d'Apple. Il remplaçait le PowerBook 5300 et était destiné à faire oublier les problèmes de son prédécesseur. Il utilisait le même microprocesseur PowerPC 603e cadencé à 117 MHz ou 133 MHz. Il apportait plusieurs innovations dont le lecteur de CD-ROM interne (en option toutefois) et une baie pour lecteur, amovible lorsque l'ordinateur était en veille. Il intégrait aussi un slot d'extension interne qui pouvait recevoir notamment une carte Ethernet ou une carte vidéo. Les PowerBook 1400 signaient l'abandon des écrans en noir et blanc. L'originalité du PowerBook 1400 était la possibilité de remplacer son capot par un dos transparent pour y glisser une image, ou même un panneau solaire pour recharger ses batteries.
Il venait en deux modèles qui différaient selon l'écran : le 1400c intégrait un écran à matrice active de 11,3" affichant en 800 × 600 pixels en milliers de couleurs, alors que le 1400cs utilisait un écran à matrice passive dual-scan de même taille, moins cher. L'écran du 1400cs était néanmoins d'une très bonne qualité pour un écran à matrice passive. Le 1400c était initialement disponible en 117 MHz (3 500 $) et 133 MHz (4 000 $), et le 1400cs en 117 MHz uniquement (2 500 $).
Le 1400cs gagna à son tour un processeur à 133 MHz en mai 1997, tandis que le 1400c passa à 166 MHz deux mois plus tard. Enfin, le 1400cs/166 sorti en octobre 1997.

## Caractéristiques
- Microprocesseur : PowerPC 603e 32 bits cadencé à 117, 133 ou 166 MHz
- bus système 64 bit à 33,3 MHz
- mémoire cache de niveau 1 : 32 Kio
- mémoire cache de niveau 2 : 128 Kio sauf pour les modèles à 117 MHz
- mémoire morte : 4 Mio
- mémoire vive : 12 Mio ou 16 Mio (1400cs/117), 16 Mio (1400c, 1400cs/133), extensible à 64 Mio
- écran LCD 11,3" à matrice passive dual-scan (1400cs) ou à matrice active (1400c)
- résolution supportées :
  - 800 × 600 en 16 bits (milliers de couleurs)
- mémoire vidéo de 512 Kio optionnelle pour écran externe
- disque dur IDE de 750 Mo (1400cs/117), 1 Go (1400c/117), 1,3 Go (1400c/133, 1400cs/133, 1400cs/166), 2 Go (1400c/166)
- lecteur de disquette 3,5" 1,44 Mo
- lecteur CD-ROM 6×, 8× ou 12× (optionnel pour les modèles à 117 MHz)
- modem 33,6 kb/s optionnel
- slots d'extension :
  - 1 connecteur mémoire spécifique (PB 1400) de type DRAM (vitesse minimale : 70 ns)
  - 2 slots PC Card Type II (ou 1 Type III)
- connectique :
  - 1 port SCSI (HDI-30)
  - 1 port ADB
  - 1 port série (pour modem externe ou imprimante)
  - port infrarouge compatible IRTalk
  - sortie son : stéréo 16 bits
  - entrée son : stéréo 16 bits
  - sortie vidéo spécifique PowerBook optionnelle (mini-15)
- microphone intégré
- haut-parleur stéréo
- batterie NiMH lui assurant environ 1 h 30 à 4 hd'autonomie
- dimensions : 5,1 × 29,2 × 22,9 cm
- poids : 3,0 kg
- consommation : 45 W
- systèmes supportés : Système 7.5.3 à Mac OS 9.1